# Geonoma oligoclona
Geonoma oligoclona är en enhjärtbladig växtart som beskrevs av James William Helenus Trail. Geonoma oligoclona ingår i släktet Geonoma och familjen Arecaceae. Inga underarter finns listade i Catalogue of Life.